# Fianelite
La fianelite (simbolo IMA: Fnl) è un minerale piuttosto raro appartenente alla famiglia dei "fosfati, arseniati e vanadati" con composizione chimica Mn2+2V2O7 • 2(H2O).

## Etimologia e storia
Il nome fianelite deriva dalla località tipo del minerale, una miniera di ferro nei pressi di Ferrera (Canton Grigioni, Svizzera).

## Classificazione
La classica nona edizione della sistematica dei minerali di Strunz, aggiornata dall'Associazione Mineralogica Internazionale (IMA) fino al 2009, elenca la fianelite nella classe "8. Fosfati, arseniati, vanadati" e nella sottoclasse 8.F Polifosfati, poliarseniati, [4]-polivanadati"; questa viene più finemente suddivisa in base alla composizione del minerale, in modo tale da trovare la fianelite nella sezione "8.FC Polifosfati, ecc., con soltanto H2O" dove è l'unico minerale a formare il sistema nº 8.FC.05.
Tale classificazione viene mantenuta anche nell'edizione successiva, proseguita dal database "mindat.org" e chiamata Classificazione Strunz-mindat, nella quale la fianelite, oltre al minerale già citato, è in compagnia anche della rüdlingerite, approvata come minerale nel 2017.
Nella Sistematica dei lapis (Lapis-Systematik) di Stefan Weiß la fianelite si trova nella classe dei "fosfati, arseniati e vanadati" e nella sottoclasse dei "fosfati idrati, senza anioni estranei"; qui è nella sezione dei minerali "contenenti acqua - divanadati [V2O7]4-" dove forma il sistema nº VII/C.36 insieme a mesaite.
Anche la classificazione dei minerali secondo Dana, usata principalmente nel mondo anglosassone, la fianelite si trova nella famiglia dei "fosfati, arseniati e vanadati"; qui è nella classe dei "fosfati idrati ecc." e nella sottoclasse dei "fosfati idrati ecc., con formule diverse". La fianelite ivi si trova nella sezione nº 40.05.16 come unico membro.

## Abito cristallino
La fianelite cristallizza nel sistema monoclino con il gruppo spaziale P21/n con i parametri reticolari a = 7,809(2) Å, b = 14,554(4) Å, c = 6,705(4) Å e β = 93,27(3)°, oltre ad avere 4 unità di formula per cella unitaria.

## Chimica
La formula empirica per la fianelite è:
{\displaystyle {\ce {Mn_{1,98}(V_{1,57}As_{0,44}Si_{0,01})O_{7}\cdot 2H_{2}O}}}
L'analisi con microsonda elettronica ha evidenziato che la fianelite è composta, in percentuali di peso, dal 38,23% di anidride vanadica (V2O5), dal 13,57% di pentossido di arsenico (As2O5), dallo 0,12% di silice (SiO2), dal 37,49% di monossido di manganese (MnO) e dal 9,64% di acqua (H2O).

## Caratteristiche ottiche
I cristalli sono biassiali, quindi hanno due assi ottici: ciò significa che divideranno i raggi luminosi in due, con il risultato che la fianelite presenta un forte pleocroismo da giallo a rosso. L'angolo tra i due assi ottici è inferiore a 10°.

## Origine e giacitura
La fianelite è stata trovata nelle fratture che tagliano trasversalmente le venature nei minerali di ferro-manganese metamorfosati; il minerale è associato a egirina, kutnohorite, medaite, palenzonaite, parsettensite, pirobelonite, quarzo, rodocrosite e saneroite.
La fianelite è un minerale molto raro ed è stato trovato solo a Fianel (46.54639°N 9.46222°E) nel cantone svizzero dei Grigioni (località tipo del minerale), nella miniera "Komatsu" (prefettura di Saitama, Giappone) e presso Canosio (in Piemonte, Italia).

## Forma in cui si presenta in natura
La fianelite si presenta sotto forma di patine con lucentezza vitrea di colore marrone-ambra o rosso-arancione. I rari cristalli singoli sono appiattiti con un pinacoide ben sviluppato secondo {010} e con profonde striature parallele all'asse a. I cristalli a volte si presentano come aggregati in forma di rosetta e concresciuti in direzione parallela all'asse {\displaystyle a} con dimensioni fino a 0,2 mm.
Il colore del suo striscio è arancione.